# Damroka
Damroka (Damroca, Dąbroca) – imię żeńskie pochodzenia słowiańskiego. Czasami uznawane za wariant imienia: Dąbrówka. Występuje na Pomorzu Wschodnim u Kaszubów.
Według Bedekera kaszubskiego autorstwa Tadeusza Bolduana Damroka obchodzi imieniny 30 sierpnia.
Osoby noszące imię Damroka:
- Damroka Kwidzińska
- Damroka Sobiesławicówna

W Gdańsku znajduje się ulica nazwana jej imieniem w dzielnicy Jasień.